# Front Polski (1944)
Front Polski – planowany związek operacyjny Wojska Polskiego podczas II wojny światowej.

## Geneza
W związku z wciąż rozrastającymi się polskimi formacjami wojskowymi na terenie ZSRR, dowództwo radzieckie postanowiło sformować wyższy związek operacyjny (front), składający się z trzech pięciodywizyjnych armii, armii lotniczej i dywizji rodzajów wojsk. Rozkazem z 3 października 1944, podpisanym przez Żukowa i Budionnego (nota bene uczestników wojny z Polską w 1920) postanowiono o utworzeniu 25 października Frontu Polskiego. Jednak z powodu braku kadry oficerskiej już 15 listopada zaniechano jego formowania. 3 Armię rozwiązano, a jej jednostki przeniesiono do pozostałych formacji.

## Dowództwo i skład
- dowódca – gen. Michał Rola-Żymierski
- struktura organizacyjna
  - 1 Armia WP
  - 2 Armia WP
  - 3 Armia WP
  - 1 Mieszany Korpus Lotniczy